# Nürnberger Versicherung
El Nürnberger Versicherung (codi UCI: NUR), conegut posteriorment com a Noris Cycling, va ser un equip ciclista femení alemany. Creat al 1999 com a secció femenina del Team Nürnberger, tenia categoria UCI Women's Team. A l'equip hi van militar ciclistes destacades com Judith Arndt, Oenone Wood, Petra Rossner, Regina Schleicher i Trixi Worrack.

## Principals resultats
- A les proves de la Copa del món
  - Rotterdam Tour: Petra Rossner (2004)
  - Volta a Nuremberg: Petra Rossner (2004), Regina Schleicher (2006)
  - Primavera Rosa: Trixi Worrack (2005)
  - Gran Premi de Gal·les: Judith Arndt (2005)
  - Tour de Berna femení: Edita Pučinskaitė (2007)

- Altres
  - Tour de l'Aude femení: Judith Arndt (2003), Trixi Worrack (2004)
  - Giro de Toscana-Memorial Michela Fanini: Trixi Worrack (2004)
  - Giro d'Itàlia femení: Edita Pučinskaitė (2007)

## Classificacions UCI

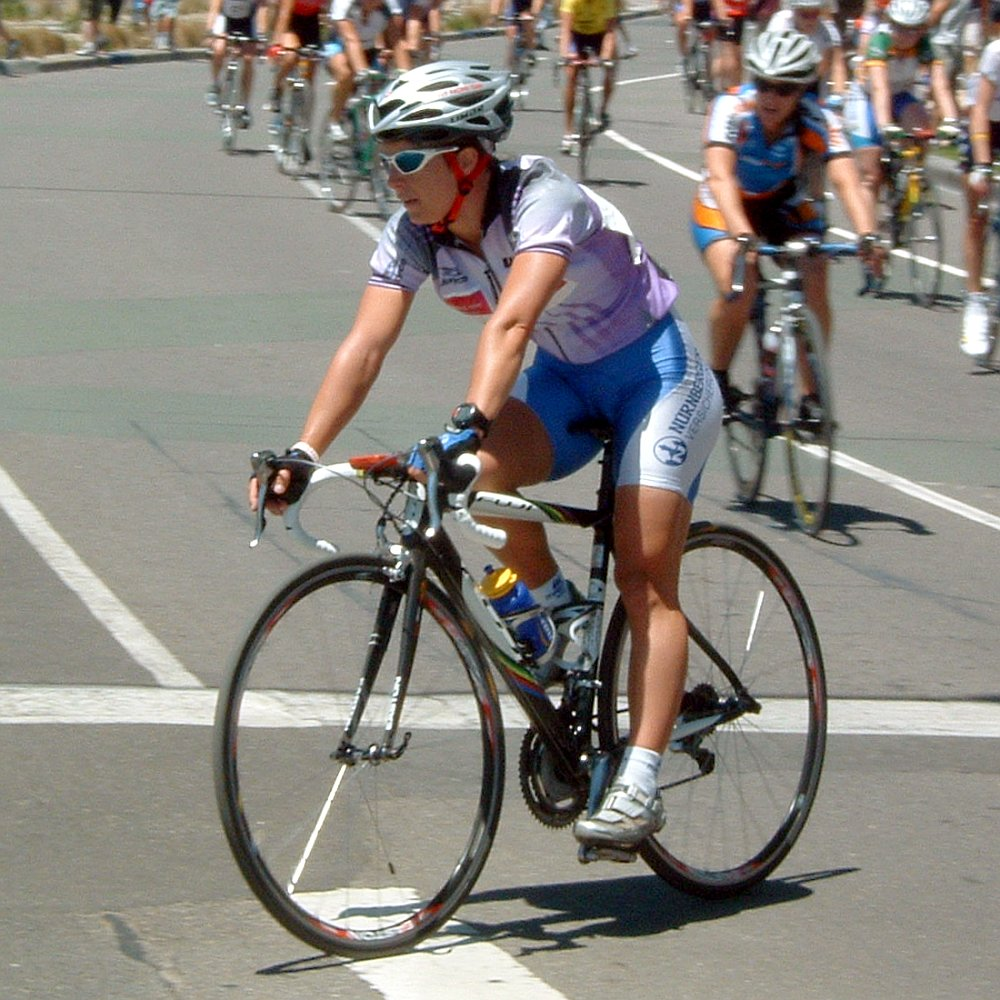
Oenone Wood al 2006

Aquesta taula mostra la plaça de l'equip a la classificació de la Unió Ciclista Internacional a final de temporada i també la millor ciclista en la classificació individual de cada temporada.
| Temporada | Classificació per equips | Millor ciclista en la classificació individual |
| --------- | ------------------------ | ---------------------------------------------- |
| 1999      | 5è                       | Barbara Heeb (31a)                             |
| 2000      | 15è                      | Jacinta Coleman (59a)                          |
| 2001      | 13è                      | Hanka Kupfernagel (40a)                        |
| 2002      | 8è                       | Hanka Kupfernagel (14a)                        |
| 2003      | 2n                       | Judith Arndt (3a)                              |
| 2004      | 1r                       | Judith Arndt (1a)                              |
| 2005      | 1r                       | Oenone Wood (1a)                               |
| 2006      | 3r                       | Trixi Worrack (4a)                             |
| 2007      | 4t                       | Edita Pučinskaitė (6a)                         |
| 2008      | 4t                       | Trixi Worrack (7a)                             |
| 2009      | 4t                       | Trixi Worrack (7a)                             |
| 2010      | 9è                       | Trixi Worrack (13a)                            |

Del 1999 al 2010 l'equip va participar en la Copa del món. Abans de la temporada 2006 no hi havia classificació per equips, i es mostra la millor ciclista en la classificació individual.
| Temporada | Classificació per equips | Millor ciclista en la classificació individual |
| --------- | ------------------------ | ---------------------------------------------- |
| 1999      | -                        | Viola Müller-Paulitz (14a)                     |
| 2000      | -                        | Jacinta Coleman (26a)                          |
| 2001      | -                        | Jenny Algelid (61a)                            |
| 2002      | -                        | Hanka Kupfernagel (8a)                         |
| 2003      | -                        | Judith Arndt (5a)                              |
| 2004      | -                        | Petra Rossner (2a)                             |
| 2005      | -                        | Oenone Wood (1a)                               |
| 2006      | 4t                       | Oenone Wood (6a)                               |
| 2007      | 4t                       | Trixi Worrack (7a)                             |
| 2008      | 2n                       | Suzanne de Goede (2a)                          |
| 2009      | 4t                       | Trixi Worrack (8a)                             |
| 2010      | 19è                      | Angela Hennig (28a)                            |

## Composició de l'equip
| \| Llista de l'equip 2005 \| Llista de l'equip 2005 \| Llista de l'equip 2005 \| Llista de l'equip 2005 \| \| Ciclista \| Data de naixement \| Equip previ \| \| \| ---------------------- \| ---------------------- \| -------------------------------- \| ---------------------- \| \| Judith Arndt \| 23 de juliol de 1976 \| Saturn (2002) \| \| \| Liane Bahler \| 22 de gener de 1982 \| \| \| \| Olivia Gollan \| 27 de agost de 1973 \| \| \| \| Tina Liebig \| 28 de abril de 1980 \| \| \| \| Madeleine Lindberg \| 2 de març de 1972 \| Farm Frites-Hartol (2002) \| \| \| Regina Schleicher \| 21 de març de 1974 \| Safi-Pasta Zara Manhattan (2004) \| \| \| Anke Wichmann \| 25 de agost de 1975 \| \| \| \| Oenone Wood \| 24 de setembre de 1980 \| AIS (2004) \| \| \| Trixi Worrack \| 28 de setembre de 1981 \| Red Bull-Frankfurt (2001) \| \| \| \| \| \| \| \| Font: UCI \| \| \| \| |                        |                                  |  |
| Llista de l'equip 2005 |                        |                                  |  |
| Ciclista | Data de naixement      | Equip previ                      |  |
| Judith Arndt | 23 de juliol de 1976   | Saturn (2002)                    |  |
| Liane Bahler | 22 de gener de 1982    |                                  |  |
| Olivia Gollan | 27 de agost de 1973    |                                  |  |
| Tina Liebig | 28 de abril de 1980    |                                  |  |
| Madeleine Lindberg | 2 de març de 1972      | Farm Frites-Hartol (2002)        |  |
| Regina Schleicher | 21 de març de 1974     | Safi-Pasta Zara Manhattan (2004) |  |
| Anke Wichmann | 25 de agost de 1975    |                                  |  |
| Oenone Wood | 24 de setembre de 1980 | AIS (2004)                       |  |
| Trixi Worrack | 28 de setembre de 1981 | Red Bull-Frankfurt (2001)        |  |
| |                        |                                  |  |
| Font: UCI |                        |                                  |  |

| \| Llista de l'equip 2006 \| Llista de l'equip 2006 \| Llista de l'equip 2006 \| Llista de l'equip 2006 \| \| Ciclista \| Data de naixement \| Equip previ \| \| \| ---------------------- \| ---------------------- \| -------------------------------- \| ---------------------- \| \| Katherine Bates \| 18 de maig de 1982 \| Van Bemmelen-AA Drink (2005) \| \| \| Claudia Hecht \| 1 de abril de 1984 \| Euregio Egrensis (2003) \| \| \| Claudia Häusler \| 17 de novembre de 1985 \| ELK Haus Nö (2005) \| \| \| Tina Liebig \| 28 de abril de 1980 \| \| \| \| Eva Lutz \| 28 de maig de 1979 \| Euregio Egrensis (2005) \| \| \| Regina Schleicher \| 21 de març de 1974 \| Safi-Pasta Zara Manhattan (2004) \| \| \| Anke Wichmann \| 25 de agost de 1975 \| \| \| \| Oenone Wood \| 24 de setembre de 1980 \| AIS (2004) \| \| \| Trixi Worrack \| 28 de setembre de 1981 \| Red Bull-Frankfurt (2001) \| \| \| \| \| \| \| \| Font: UCI \| \| \| \| |                        |                                  |  |
| Llista de l'equip 2006 |                        |                                  |  |
| Ciclista | Data de naixement      | Equip previ                      |  |
| Katherine Bates | 18 de maig de 1982     | Van Bemmelen-AA Drink (2005)     |  |
| Claudia Hecht | 1 de abril de 1984     | Euregio Egrensis (2003)          |  |
| Claudia Häusler | 17 de novembre de 1985 | ELK Haus Nö (2005)               |  |
| Tina Liebig | 28 de abril de 1980    |                                  |  |
| Eva Lutz | 28 de maig de 1979     | Euregio Egrensis (2005)          |  |
| Regina Schleicher | 21 de març de 1974     | Safi-Pasta Zara Manhattan (2004) |  |
| Anke Wichmann | 25 de agost de 1975    |                                  |  |
| Oenone Wood | 24 de setembre de 1980 | AIS (2004)                       |  |
| Trixi Worrack | 28 de setembre de 1981 | Red Bull-Frankfurt (2001)        |  |
| |                        |                                  |  |
| Font: UCI |                        |                                  |  |

| \| Llista de l'equip 2007 \| Llista de l'equip 2007 \| Llista de l'equip 2007 \| Llista de l'equip 2007 \| \| Ciclista \| Data de naixement \| Equip previ \| \| \| ---------------------- \| ---------------------- \| ----------------------------------- \| ---------------------- \| \| Charlotte Becker \| 19 de maig de 1983 \| Fenixs-Colnago (2006) \| \| \| Andrea Graus \| 13 de novembre de 1979 \| Bigla (2006) \| \| \| Claudia Häusler \| 17 de novembre de 1985 \| ELK Haus Nö (2005) \| \| \| Marie Lindberg \| 14 de agost de 1987 \| \| \| \| Eva Lutz \| 28 de maig de 1979 \| Euregio Egrensis (2005) \| \| \| Edita Pučinskaitė \| 27 de novembre de 1975 \| Nobili Rubinetterie-Menikini (2006) \| \| \| Regina Schleicher \| 21 de març de 1974 \| Safi-Pasta Zara Manhattan (2004) \| \| \| Claudia Stumpf \| 12 de març de 1984 \| \| \| \| Modesta Vžesniauskaitė \| 17 de octubre de 1983 \| A.S. Team FRW (2006) \| \| \| Trixi Worrack \| 28 de setembre de 1981 \| Red Bull-Frankfurt (2001) \| \| \| \| \| \| \| \| Font: UCI \| \| \| \| |                        |                                     |  |
| Llista de l'equip 2007 |                        |                                     |  |
| Ciclista | Data de naixement      | Equip previ                         |  |
| Charlotte Becker | 19 de maig de 1983     | Fenixs-Colnago (2006)               |  |
| Andrea Graus | 13 de novembre de 1979 | Bigla (2006)                        |  |
| Claudia Häusler | 17 de novembre de 1985 | ELK Haus Nö (2005)                  |  |
| Marie Lindberg | 14 de agost de 1987    |                                     |  |
| Eva Lutz | 28 de maig de 1979     | Euregio Egrensis (2005)             |  |
| Edita Pučinskaitė | 27 de novembre de 1975 | Nobili Rubinetterie-Menikini (2006) |  |
| Regina Schleicher | 21 de març de 1974     | Safi-Pasta Zara Manhattan (2004)    |  |
| Claudia Stumpf | 12 de març de 1984     |                                     |  |
| Modesta Vžesniauskaitė | 17 de octubre de 1983  | A.S. Team FRW (2006)                |  |
| Trixi Worrack | 28 de setembre de 1981 | Red Bull-Frankfurt (2001)           |  |
| |                        |                                     |  |
| Font: UCI |                        |                                     |  |

| \| Llista de l'equip 2008 \| Llista de l'equip 2008 \| Llista de l'equip 2008 \| Llista de l'equip 2008 \| \| Ciclista \| Data de naixement \| Equip previ \| \| \| ---------------------- \| ---------------------- \| ---------------------------------------------- \| ---------------------- \| \| Charlotte Becker \| 19 de maig de 1983 \| Fenixs-Colnago (2006) \| \| \| Christina Becker \| 12 de desembre de 1977 \| Team Getränke-Hoffmann (2007) \| \| \| Suzanne de Goede \| 16 de abril de 1984 \| T-Mobile (2007) \| \| \| Marlen Jöhrend \| 2 de gener de 1986 \| RG Toyota Motor Company-Zugvogel Berlin (2006) \| \| \| Romy Kasper \| 5 de maig de 1988 \| \| \| \| Larissa Kleimann \| 10 de setembre de 1978 \| \| \| \| Claudia Häusler \| 17 de novembre de 1985 \| ELK Haus Nö (2005) \| \| \| Lena Köckerling \| 28 de setembre de 1989 \| \| \| \| Marie Lindberg \| 14 de agost de 1987 \| \| \| \| Eva Lutz \| 28 de maig de 1979 \| Euregio Egrensis (2005) \| \| \| Edita Pučinskaitė \| 27 de novembre de 1975 \| Nobili Rubinetterie-Menikini (2006) \| \| \| Regina Schleicher \| 21 de març de 1974 \| Safi-Pasta Zara Manhattan (2004) \| \| \| Claudia Stumpf \| 12 de març de 1984 \| \| \| \| Corinna Thumm \| 2 de novembre de 1988 \| \| \| \| Modesta Vžesniauskaitė \| 17 de octubre de 1983 \| A.S. Team FRW (2006) \| \| \| Trixi Worrack \| 28 de setembre de 1981 \| Red Bull-Frankfurt (2001) \| \| \| \| \| \| \| \| Font: UCI \| \| \| \| |                        |                                                |  |
| Llista de l'equip 2008 |                        |                                                |  |
| Ciclista | Data de naixement      | Equip previ                                    |  |
| Charlotte Becker | 19 de maig de 1983     | Fenixs-Colnago (2006)                          |  |
| Christina Becker | 12 de desembre de 1977 | Team Getränke-Hoffmann (2007)                  |  |
| Suzanne de Goede | 16 de abril de 1984    | T-Mobile (2007)                                |  |
| Marlen Jöhrend | 2 de gener de 1986     | RG Toyota Motor Company-Zugvogel Berlin (2006) |  |
| Romy Kasper | 5 de maig de 1988      |                                                |  |
| Larissa Kleimann | 10 de setembre de 1978 |                                                |  |
| Claudia Häusler | 17 de novembre de 1985 | ELK Haus Nö (2005)                             |  |
| Lena Köckerling | 28 de setembre de 1989 |                                                |  |
| Marie Lindberg | 14 de agost de 1987    |                                                |  |
| Eva Lutz | 28 de maig de 1979     | Euregio Egrensis (2005)                        |  |
| Edita Pučinskaitė | 27 de novembre de 1975 | Nobili Rubinetterie-Menikini (2006)            |  |
| Regina Schleicher | 21 de març de 1974     | Safi-Pasta Zara Manhattan (2004)               |  |
| Claudia Stumpf | 12 de març de 1984     |                                                |  |
| Corinna Thumm | 2 de novembre de 1988  |                                                |  |
| Modesta Vžesniauskaitė | 17 de octubre de 1983  | A.S. Team FRW (2006)                           |  |
| Trixi Worrack | 28 de setembre de 1981 | Red Bull-Frankfurt (2001)                      |  |
| |                        |                                                |  |
| Font: UCI |                        |                                                |  |

| \| Llista de l'equip 2009 \| Llista de l'equip 2009 \| Llista de l'equip 2009 \| Llista de l'equip 2009 \| \| Ciclista \| Data de naixement \| Equip previ \| \| \| ---------------------- \| ---------------------- \| ---------------------------------------------- \| ---------------------- \| \| Charlotte Becker \| 19 de maig de 1983 \| Fenixs-Colnago (2006) \| \| \| Christina Becker \| 12 de desembre de 1977 \| Team Getränke-Hoffmann (2007) \| \| \| Lisa Brennauer \| 8 de juny de 1988 \| \| \| \| Suzanne de Goede \| 16 de abril de 1984 \| T-Mobile (2007) \| \| \| Marlen Jöhrend \| 2 de gener de 1986 \| RG Toyota Motor Company-Zugvogel Berlin (2006) \| \| \| Romy Kasper \| 5 de maig de 1988 \| \| \| \| Lena Köckerling \| 28 de setembre de 1989 \| \| \| \| Marie Lindberg \| 14 de agost de 1987 \| \| \| \| Eva Lutz \| 28 de maig de 1979 \| Euregio Egrensis (2005) \| \| \| Amber Neben \| 18 de febrer de 1975 \| Flexpoint (2008) \| \| \| Bianca Purath \| 4 de gener de 1985 \| Flexpoint (2008) \| \| \| Stephanie Gaumnitz \| 21 de octubre de 1987 \| Team Getränke-Hoffmann (2007) \| \| \| Madeleine Sandig \| 12 de agost de 1983 \| Columbia Women (2008) \| \| \| Regina Schleicher \| 21 de març de 1974 \| Safi-Pasta Zara Manhattan (2004) \| \| \| Trixi Worrack \| 28 de setembre de 1981 \| Red Bull-Frankfurt (2001) \| \| \| \| \| \| \| \| Font: UCI \| \| \| \| |                        |                                                |  |
| Llista de l'equip 2009 |                        |                                                |  |
| Ciclista | Data de naixement      | Equip previ                                    |  |
| Charlotte Becker | 19 de maig de 1983     | Fenixs-Colnago (2006)                          |  |
| Christina Becker | 12 de desembre de 1977 | Team Getränke-Hoffmann (2007)                  |  |
| Lisa Brennauer | 8 de juny de 1988      |                                                |  |
| Suzanne de Goede | 16 de abril de 1984    | T-Mobile (2007)                                |  |
| Marlen Jöhrend | 2 de gener de 1986     | RG Toyota Motor Company-Zugvogel Berlin (2006) |  |
| Romy Kasper | 5 de maig de 1988      |                                                |  |
| Lena Köckerling | 28 de setembre de 1989 |                                                |  |
| Marie Lindberg | 14 de agost de 1987    |                                                |  |
| Eva Lutz | 28 de maig de 1979     | Euregio Egrensis (2005)                        |  |
| Amber Neben | 18 de febrer de 1975   | Flexpoint (2008)                               |  |
| Bianca Purath | 4 de gener de 1985     | Flexpoint (2008)                               |  |
| Stephanie Gaumnitz | 21 de octubre de 1987  | Team Getränke-Hoffmann (2007)                  |  |
| Madeleine Sandig | 12 de agost de 1983    | Columbia Women (2008)                          |  |
| Regina Schleicher | 21 de març de 1974     | Safi-Pasta Zara Manhattan (2004)               |  |
| Trixi Worrack | 28 de setembre de 1981 | Red Bull-Frankfurt (2001)                      |  |
| |                        |                                                |  |
| Font: UCI |                        |                                                |  |

| \| Llista de l'equip 2010 \| Llista de l'equip 2010 \| Llista de l'equip 2010 \| Llista de l'equip 2010 \| \| Ciclista \| Data de naixement \| Equip previ \| \| \| ----------------------------------------- \| ---------------------- \| ---------------------------------------------- \| ---------------------- \| \| Elke Gebhardt \| 22 de juliol de 1983 \| DSB Bank-Nederland Bloeit (2009) \| \| \| Angela Brodtka \| 15 de gener de 1981 \| DSB Bank-Nederland Bloeit (2009) \| \| \| Jennifer Hohl (1 de gen–16 de maig) \| 3 de febrer de 1986 \| Bigla (2009) \| \| \| Marlen Jöhrend \| 2 de gener de 1986 \| RG Toyota Motor Company-Zugvogel Berlin (2006) \| \| \| Romy Kasper \| 5 de maig de 1988 \| \| \| \| Stephanie Gaumnitz (26 de març–31 de des) \| 21 de octubre de 1987 \| Team Getränke-Hoffmann (2007) \| \| \| Bianca Purath \| 4 de gener de 1985 \| Flexpoint (2008) \| \| \| Madeleine Sandig \| 12 de agost de 1983 \| Columbia Women (2008) \| \| \| Trixi Worrack \| 28 de setembre de 1981 \| Red Bull-Frankfurt (2001) \| \| \| \| \| \| \| \| Font: UCI \| \| \| \| |                        |                                                |  |
| Llista de l'equip 2010 |                        |                                                |  |
| Ciclista | Data de naixement      | Equip previ                                    |  |
| Elke Gebhardt | 22 de juliol de 1983   | DSB Bank-Nederland Bloeit (2009)               |  |
| Angela Brodtka | 15 de gener de 1981    | DSB Bank-Nederland Bloeit (2009)               |  |
| Jennifer Hohl (1 de gen–16 de maig) | 3 de febrer de 1986    | Bigla (2009)                                   |  |
| Marlen Jöhrend | 2 de gener de 1986     | RG Toyota Motor Company-Zugvogel Berlin (2006) |  |
| Romy Kasper | 5 de maig de 1988      |                                                |  |
| Stephanie Gaumnitz (26 de març–31 de des) | 21 de octubre de 1987  | Team Getränke-Hoffmann (2007)                  |  |
| Bianca Purath | 4 de gener de 1985     | Flexpoint (2008)                               |  |
| Madeleine Sandig | 12 de agost de 1983    | Columbia Women (2008)                          |  |
| Trixi Worrack | 28 de setembre de 1981 | Red Bull-Frankfurt (2001)                      |  |
| |                        |                                                |  |
| Font: UCI |                        |                                                |  |